# Ski français
Ski français est un magazine de ski, créé en 1940 par la Fédération française de ski dont il est le journal officiel jusqu'à sa disparition en octobre 2003, après 367 numéros.

## Historique
Après sa création en 1924 la Fédération française de ski lance en 1927 son premier journal officiel, intitulé Le Ski. Une vingtaine de numéros paraissent jusqu'en 1930.
En 1931, le magazine La revue du ski créé l'année précédente à Strasbourg par le journaliste et écrivain Jacques Dieterlen devient le nouveau bulletin officiel de la fédération. Il disparaît après 97 publications, en septembre 1939 après l'évacuation des populations civiles de la ville.
Le 20 décembre 1940 la fédération lance son propre journal officiel intitulé Ski français. Il est distribué automatiquement à tous les licenciés.
En 1997, la fédération vend sa revue aux éditions Glenat qui poursuivent son édition. En 2003, la FFS en grandes difficultés financières, renonce à la distribution du magazine aux licenciés. Le dernier et 367e numéro de ski français parait en octobre 2003. Les éditions Glenat lancent alors un nouveau périodique (sans lien avec la fédération) Ski Magazine dont la numérotation poursuit symboliquement celle de Ski français.

## Description
Au cours des 63 années de parution, le logo du journal a régulièrement évolué :

avant 1956
1957-1958
1958-1962
1962-1967
1967-71
1971-1975

1975-78
1978-1981
1981-1983
1983-1984
1985-1992
1992-1996

Jusqu'en 1962, le magazine est édité en noir et blanc sans reliure. Puis il est agrafé avec une couverture en couleur à partir de 1962, avant de passer à la couleur à la fin des années 1970.
Il traite de toutes les formes de ski au fur et à mesure de leur apparition : ski alpin, ski nordique (fond, saut, combiné nordique et biathlon) et ski de randonnée dès le début avant d'intégrer notamment le ski acrobatique, le snowboard, le ski de vitesse, le freeride, etc. en abordant l'aspect compétition et loisirs.
Il décrit les stations de ski et leurs équipements, ainsi que les matériels et les techniques des différentes pratiques. Enfin il donne des comptes-rendus des compétitions nationales et internationales, le classement des coureurs, sans oublier les informations fédérales dont les éditoriaux des responsables fédéraux.
Parmi les différents rédacteurs en chef/directeurs de la publication, nous pouvons citer :
- R. Michelet en 1966 et 1968
- Robert Faure en 1967
- Robert Debaye de 1970 à 1976
- Paul Zilbertin de 1977 à après 1983
- Gilles Chappaz en 1995

## Concurrence
Les principaux magazines concurrents étaient :
- Ski Sports d'hiver / Le Ski entre 1940 et 1966
- Ski Magazine/ Ski Flash Magazine / Ski Flash[6] entre 1968 et 1990
- Skieur Magazine à partir de 1995